# Rauno Hämäläinen
Rauno Martti Kalervo Hämäläinen, född 9 juli 1931 i Pälkjärvi, död 7 oktober 2019 var en finländsk fysiker.
Hämäläinen blev filosofie kandidat 1958, filosofie doktor 1963, var 1968–71 biträdande professor i fysik vid Jyväskylä universitet och 1971–74 vid högskolan/universitetet i Joensuu, där han var professor 1974–94. Han hade stor betydelse för sistnämnda högskolas tillkomst och var dess prorektor 1975–78. Hans skrifter behandlar såväl teoretisk som experimentell fysik.